# Savônia do Sul
Savônia do Sul (português brasileiro) ou Savónia do Sul (português europeu) (finlandês: Etelä-Savon, sueco: Södra Savolax) é uma  região da Finlândia localizada na província de Finlândia Oriental, sua capital é a cidade de Mikkeli.

## Municípios
A região da Savônia do Sul está dividida em 18 municípios (população em 31 de agosto de 2006 entre parênteses):
| 1. Enonkoski (1.713) 2. Heinävesi (4.272) 3. Hirvensalmi (2.570) 4. Joroinen (5.600) 5. Juva (7.347) 6. Kangasniemi (6.218) 7. Mäntyharju (6.786) 8. Mikkeli* (48.825) 9. Pertunmaa (2.080) 10. Pieksämäki (20.832) 11. Puumala (2.774) 12. Rantasalmi (4.344) 13. Savonlinna* (27.182) 14. Sulkava (3.178) | Die Gemeinden von Südsavo |

Nota:* Municípios com status de cidade.